# 21746 Carrieshaw
21746 Carrieshaw este un asteroid din centura principală de asteroizi.

## Descriere
21746 Carrieshaw este un asteroid din centura principală de asteroizi. A fost descoperit pe 9 septembrie 1999 la Socorro, New Mexico, în cadrul proiectului LINEAR. Asteroidul prezintă o orbită caracterizată de o semiaxă mare de 2,31 ua, o excentricitate de 0,11 și o înclinație de 1,3° în raport cu ecliptica.